# 布拉迪斯拉发火车总站
布拉提斯拉瓦火車總站是斯洛伐克首都布拉提斯拉瓦的主要火車站，除了前往斯洛伐克國內各地的列車之外，也有前往德國、捷克、波蘭、匈牙利、奧地利等鄰國的國際列車從這裡發車。布拉提斯拉瓦中央車站位於布拉提斯拉瓦舊市區和新市區交界處，開業於1848年。現在的車站建築修建於1988年。

## 外部連結

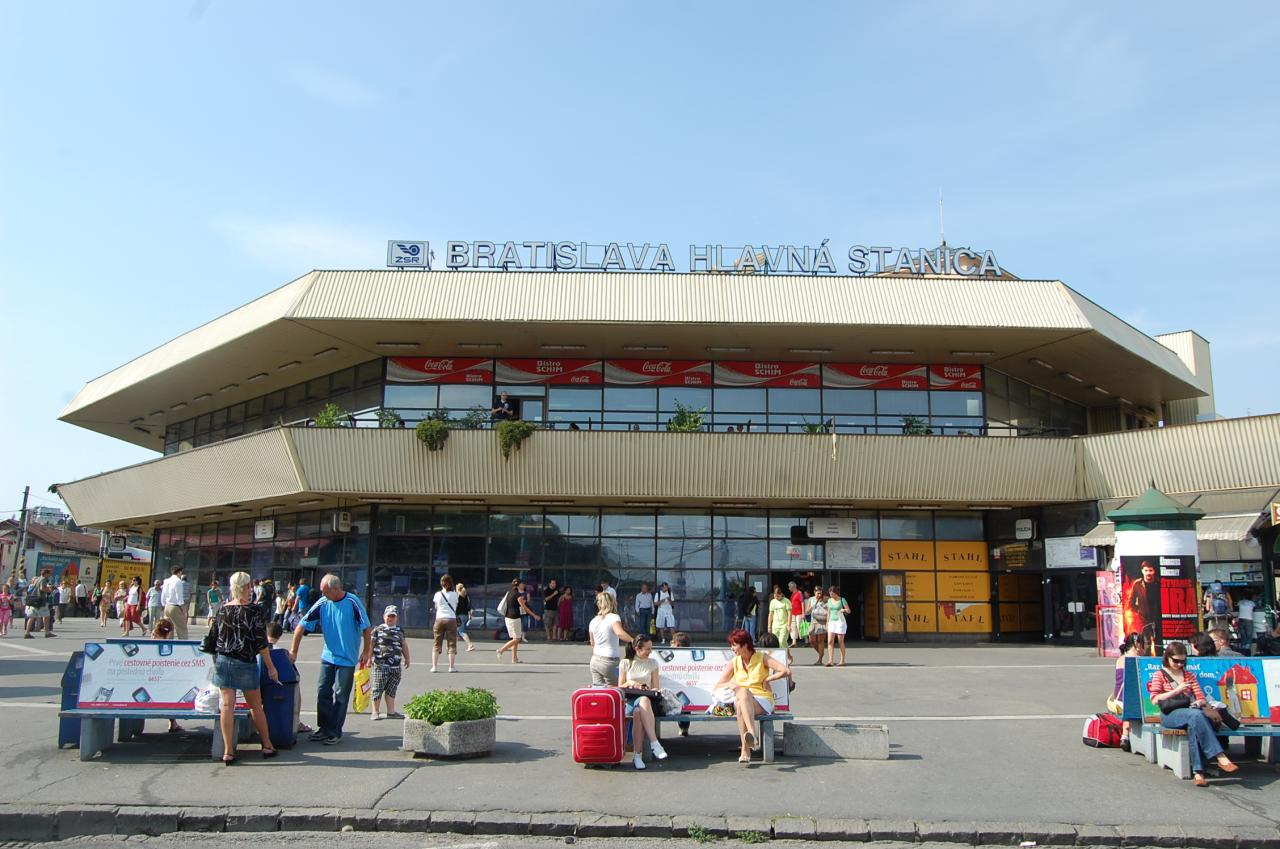
布拉迪斯拉发火车总站

- Railway station Bratislava hlavná stanica （页面存档备份，存于） (SK/EN)
- Station Reconstruction Project